# 查爾方特聖彼得足球會
查爾方特聖彼得足球會（Chalfont St Peter A.F.C.)是一支位於英格蘭查爾方特聖彼得的職業足球會，目前於英格蘭足球南部聯賽 甲組（中部）角逐。

## 外部連結
- Official site （页面存档备份，存于）